# Geri Palamara
Geri Palamara (Messina, 30 settembre 1939 – Lipari, 15 maggio 2025) è stato un cantautore e pittore italiano.

## Biografia
Geri Palamara fu un pittore altrorealista. Di origine eoliana, si diplomò al Liceo Artistico di Reggio Calabria e all'Accademia di Belle Arti di Roma. Tra le sue partecipazioni a rassegne nazionali ed internazionali, si annoverano l'Accademia di belle arti di Brera e il Festival dei Due Mondi di Spoleto. Tenne mostre personali a partire da Le terre di Efesto del 1954 nell'Isola di Vulcano. Nel 1976 partecipò alla Biennale di Venezia, alla Personale allestita al The National Arts Club - Gregg Galleries, New York, e alle rassegne di Palazzo Barberini a Roma.
Originale e poliedrico, Geri Palamara, fu senz'altro uno degli artisti più rappresentativi dell'arte contemporanea.  La critica ha interpretato il suo lavoro come "un orfico rituale, dove si celebra il mistero dell'universo attraverso la cosmicità delle sue visioni". Un’arte simbolica, fatta di rivelazioni delle sue Mitiche isole, le Eolie, dove ha trascorso le estati della sua infanzia e la gioventù. Egli cantò l'infinito dialogo che s’instaura in questi luoghi fra cielo e mare e la simbiosi con l'uomo, artista e poeta. "Dalle viscere delle mie isole riaffiorano vasi, urne cinerarie, guardano il sole e rivivono nel tempo, fuori dal tempo, nelle dimensioni infinite degli elementi", scriveva il pittore.
L’opera di Palamara celebrò il sanguigno legame che lo lega alla sua terra, forme e colori, segni e immagini, che si generano dalla metamorfosi del reale sfociando nel più squisito simbolismo cosmico ma con lo sguardo rivolto verso il futuro, verso le dimensioni atemporali degli Universi.  Grazie al sapiente uso degli azzurri, celesti, rosa, bianchi, che trasformano la tela in una poesia dell'infinito.
Fu anche un giovane cantautore molto promettente nella Milano da bere dei primi anni 1970, come testimoniano alcuni video presenti nell'archivio storico dell'Istituto Luce,; musicalmente attivo sino al finire degli anni 1980, in seguito si dedicò a tempo pieno all'attività di pittore.
Geri Palamara è morto a Lipari all’età di 85 anni il 15 maggio 2025. 

## Vita privata
Era padre del musicista Tank Palamara, frontman del gruppo musicale heavy metal The LoveCrave.

## Discografia parziale

### 33 giri
- 1970: Il fatto è (Durium, msA 77257)[7]
- 1973:  Canzoni siciliane antiche e nuove (Variety, REL-ST 19172)[8]
- 1976: Songs Of Sicily - Sicilia Mia (London Phase 4, SPW10005)[9]
- 1980:  'A Sciara - La via del fuoco (Cicala, BL 7175)[10]